# Gomaranahalli, Sira
Gomaranahalli là một làng thuộc tehsil Sira, huyện Tumkur, bang Karnataka, Ấn Độ.